# Typhlacontias rohani
Espèce
Synonymes
- Typhlacontias ngamiensis Fitzsimons, 1932

Typhlacontias rohani est une espèce de sauriens de la famille des Scincidae.

## Répartition
Cette espèce se rencontre dans le sud-est de l'Angola, au Botswana et au Zimbabwe.

## Étymologie
Cette espèce est nommée en l'honneur de Jacques de Rohan-Chabot (1889–1958).

## Publication originale
- Angel, 1923 : Extrait de la mission Rohan-Chabot Angola et Rhodesia 1912-1914. Reptiles, vol. 4, no 1, p. 157-169.